# Salvia compressa
Salvia compressa là một loài thực vật có hoa trong họ Hoa môi. Loài này được Vent. miêu tả khoa học đầu tiên năm 1801.